# Donald McLeish

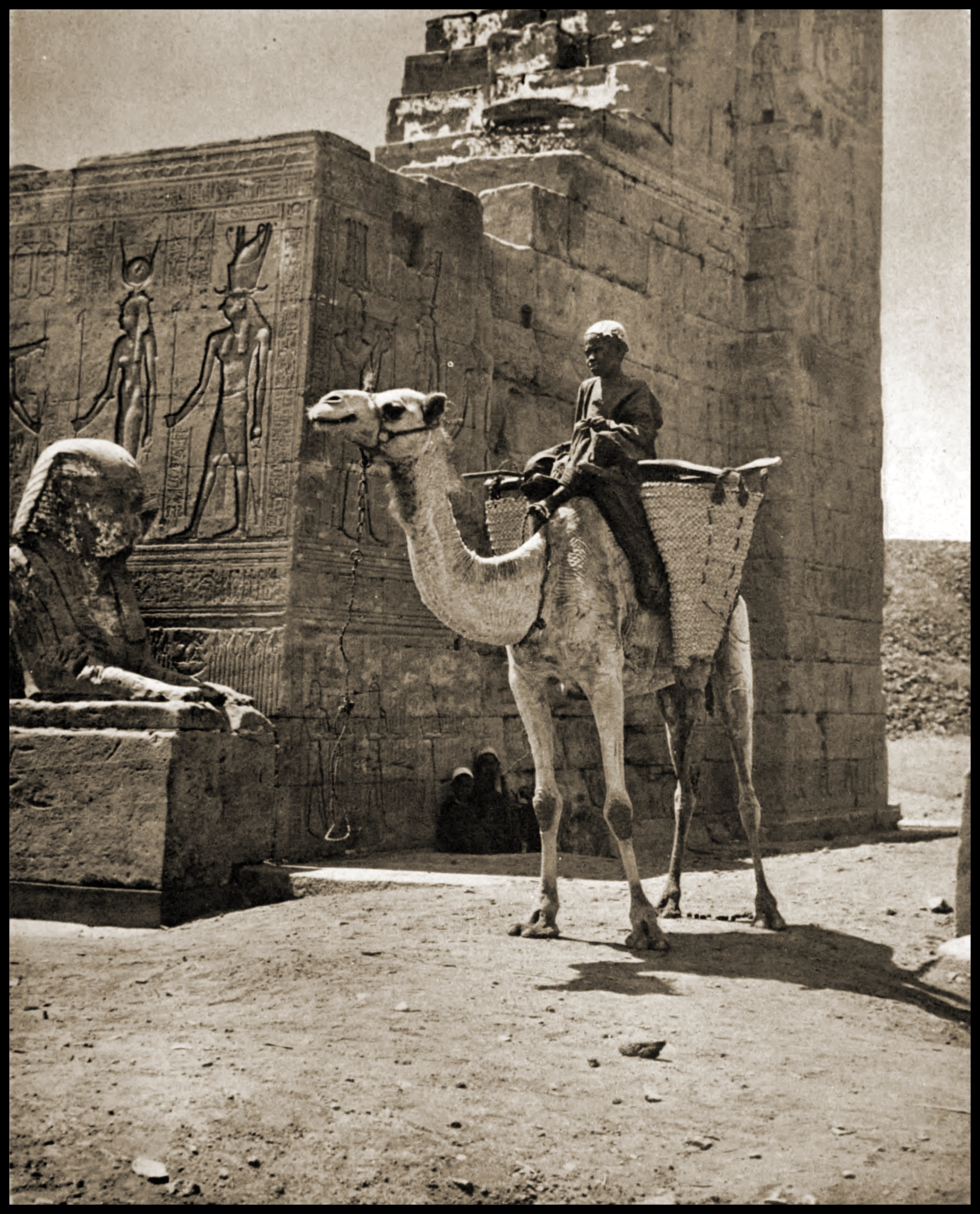
In the Land of the Pharaohs

Donald McLeish (* 11. März 1879 in London; † 1950) war ein britischer Fotograf.

## Leben
Ab 1893 arbeitete Donald McLeish bei Eliot and Fry, wo er Negative bearbeitete; ab 1900 lehrte er Fotografie am Polytechnikum in der Regent Street. 1902 war er in der Bolsover Road, S. E. ansässig. Mit der Firma Cowe Whelan & Co produzierte er Zigarettenbilder. 1910 machte er sich als Fotograf selbstständig. Er verkaufte seine Aufnahmen unter anderem an die Illustrated London News und den National Geographic. 1916 wurde er als Mitglied der Royal Naval Reserve nach Port Said geschickt. Unter anderem dokumentierte McLeish den Luftkrieg. Nach dem Ende des Ersten Weltkriegs zog er nach Canonbury in London. Er legte eine Sammlung von rund 3000 Bildern an, die größtenteils in Europa und im Mittleren Osten entstanden. 1939 verlegte er seinen Wohnsitz nach Wimbledon. 
McLeishs selbstgebaute Kamera befindet sich im National Museum of Photography, Film and Television in Bradford, nachdem sie zuvor im Science Museum ausgestellt gewesen war. McLeish fotografierte mit Glasplatten, die Abzüge hatten in der Regel das Format 10 × 8.
Vermutlich stammen die mit „McLeish“ gekennzeichneten Porträts von Londonern in dem dreibändigen Werk Wonderful London, herausgegeben von St John Adcock und in den 1920er Jahren bei The Fleetway House veröffentlicht, von Donald McLeish. McLeish-Bilder aus Deutschland finden sich in: J. A. Hammerton, Peoples of All Nations. Their Life Today and the Story of Their Past. Volume IV: Georgia to Italy, Educational Book Company, London 1922.